# Osiris atriventris
Osiris atriventris là một loài Hymenoptera trong họ Apidae. Loài này được Friese mô tả khoa học năm 1930.